# Amenemhet VII.
Sedžefakare Kaj Amenemhet VII. je bil faraon Trinajste egipčanske dinastije. Znan je s Torinskega seznama kraljev in več predmetov, vključno s šestimi valjastimi pečati, stojalom iz lubja iz Medamuda in dvema skarabejskima  pečatoma. Njegovo ime je kot grafit napisano v grobnici kraljice Huit I. v Sakari. Ryholt mu brez trdnih dokazov pripisuje 6-7 let vladanja.